# Église Sainte-Anne du Havre
L'église Sainte-Anne est une église de culte catholique du Havre située rue Raspail dans le quartier Anatole France Danton Sainte-Anne.

## Histoire
Un chanoine Robert achète en 1879 à la veuve Holker un terrain pour construire une chapelle, qui soulagerait en partie les églises voisines de Saint-Michel et Sainte-Marie trop éloignées pour l'époque. En 1884, un architecte, Delphir Isidore Marical, est appelé à dessiner les plans du futur édifice, mais les fonds viennent à manquer, sans compter que la municipalité havraise d'alors n'était pas favorable à la construction d'une nouvelle église.
En 1889, l'église est achevée (ce qui constitue aujourd'hui la nef). De style néo-roman et en pierre de Lillebonne, cet édifice devient trop petit pour l'affluence constante du quartier qu'elle occupe; il faut donc agrandir.
En 1897, on installe les nouvelles cloches dans une remise, car à l'époque il n y avait pas de clocher ; ce sont deux cloches, Émilie-Marguerite-Louise-Pauline-Élise-Marie-Anne qui pèse environ 1 800 kg et qui sonne en Do3 coulée en 1888, puis la deuxième cloche Geneviève, qui pèse environ entre 500 et 700 kg et qui sonne en Sol3 dièse coulée en 1885.
En 1905, la loi de séparation des Églises et de l'État entre en vigueur. Il faut trouver de l'argent privé et des matériaux peu onéreux; des fonds sont versés par l'abbé Aulnes qui a la charge du bâtiment : le ciment, le béton et le silex sont utilisés pour l'agrandissement.
Un autre architecte havrais William Cargill dirige les travaux; entre 1911 et 1913, le transept et le chœur sont bâtis, ainsi qu'une coupole qui mesure 15 m de diamètre.
En 1920, on décide d'araser la façade occidentale en mur, pour construire la façade actuelle en fausse pierre; le matériau (béton) adhère parfaitement aux pierres de l'édifice antérieur (la nef), les travaux sont confiés à l'architecte Alfred Nasousky qui construira d'ailleurs plusieurs autres églises du Havre. Quant au clocher achevé en 1923, c'est une grosse masse de 40 m de haut qui abrite les deux cloches fondues depuis 1885. L'église est pavée et les vitraux mis en place, ainsi que les boiseries dans les années 1920, ce qui achève les travaux. À sa mort en 1935, l'abbé Aulnes est inhumé dans la chapelle des morts située sous le clocher.  
Cette église est la seule à avoir été épargnée par les bombardements que connut Le Havre, les autres ayant été soit entièrement rasées, soit partiellement atteintes.

## Description
L'ensemble des bâtiments est construit en différents matériaux, le chœur en silex et ciment, la nef en pierre de taille, la façade et le clocher en béton moulé selon le procédé Nasousky dont le défaut est que le béton s'effrite avec le temps car le mortier colle qui sert à fusionner le matériau est mélangé à du sable de mer dont le sel fait rouiller les armatures.